# Ori and the Will of the Wisps
Ori and the Will of the Wisps is een platform-avontuur Metroidvania-computerspel ontwikkeld door Moon Studios en uitgegeven door Xbox Game Studios exclusief voor Xbox One en Windows 10. Het is een direct vervolg op de titel Ori and the Blind Forest uit 2015 en werd aangekondigd tijdens de Electronic Entertainment Expo 2017. Het spel is in eerste instantie exclusief voor de Xbox One uitgebracht op 11 maart 2020. Op 17 september 2020 is het spel ook uitgegeven voor de Nintendo Switch.

## Gameplay
Spelers nemen de controle over Ori, een witte beschermgeest. In het spel moeten spelers Ori door de wereld besturen en puzzels oplossen. In tegenstelling tot The Blind Forest, vertrouwt Will of the Wisps op een auto-save functie in plaats van handmatig opslaan door middel van soullinks. Ook is het sequentiële upgradesysteem van het origineel vervangen door een shard systeem dat vergelijkbaar is met de charms in Hollow Knight. De gamewereld moet door de speler doorlopen worden als een Metroidvania genre spel. Waarbij de speler nieuwe mogelijkheden krijgt die de speler toegang geven tot gebieden die voorheen niet toegankelijk waren. 
Het verhaal van de game is gericht op een nieuw avontuur om de wereld buiten het bos van Nibel te ontdekken, de waarheden van de verlorenen te ontdekken en het ware lot van Ori bloot te leggen.